# Sam Burfoot
Sam Burfoot (10 de abril de 1994 en Londres) es un futbolista inglés nacionalizado neozelandés que juega como mediocampista en el Auckland City.

## Carrera
Luego de pasar por las inferiores del Waitakere United, en 2012 viajó a Inglaterra para firmar con el Bromley. En su regreso a Nueva Zelanda en 2013 firmó con el Auckland City. En 2016, pasó al Eastern Lions australiano, aunque ese mismo año regresaría a la liga neozelandesa al firmar con el Eastern Suburbs. En 2017, pasó al Marconi Stallions, aunque en 2018 regresaría al Auckland.

### Clubes
| Club              | País          | Año             |
| ----------------- | ------------- | --------------- |
| Bromley           | Inglaterra    | 2012 - 2013     |
| Auckland City     | Nueva Zelanda | 2013 - 2015     |
| Eastern Lions     | Australia     | 2016            |
| Eastern Suburbs   | Nueva Zelanda | 2016 - 2017     |
| Marconi Stallions | Australia     | 2017 - 2018     |
| Auckland City     | Nueva Zelanda | 2018 - Presente |

### Selección nacional
Fue convocado para los Juegos del Pacífico en representación de Nueva Zelanda. Llegó a disputar un solo partido.

## Palmarés
| Título            | Club              | País          | Año     |
| ----------------- | ----------------- | ------------- | ------- |
| Charity Cup       | Auckland City     | Nueva Zelanda | 2013    |
| ASB Premiership   | Auckland City     | Nueva Zelanda | 2013-14 |
| Liga de Campeones | Auckland City     | Nueva Zelanda | 2014    |
| ASB Premiership   | Auckland City     | Nueva Zelanda | 2014-15 |
| Liga de Campeones | Auckland City     | Nueva Zelanda | 2015    |
| Charity Cup       | Auckland City     | Nueva Zelanda | 2015    |
| Copa Chatham      | Birkenhead United | Nueva Zelanda | 2018    |